# Гру, Шарль де
Шарль Корней Огюст де Гру (фр. Charles de Groux; 4 августа 1825, Комин — 30 марта 1870, Брюссель) — бельгийский художник, гравёр, литограф и иллюстратор XIX века; отец скульптора-символиста Анри де Гро. Его изображения сцен из жизни обездоленных людей и низшего класса принесли ему славу первого художника-социального реалиста Бельгии.

## Биография
Шарль де Гру годился 25 августа 1825 года в городке Комин во французском регионе О-де-Франс, но поскольку всю жизнь он работал в Бельгии, то его принято называть бельгийским, а не французским живописцем.

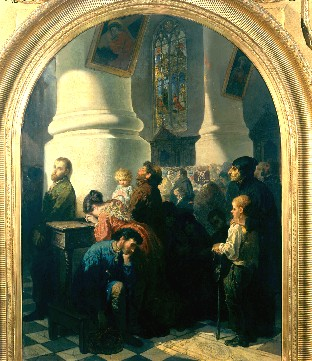
Художник Шарль де Гру
«Скамья для бедных»

Его отец Жан Батист Жозеф де Гру был производителем лент; Шарль стал седьмым из десяти его детей. Семья де Гру переехала в Брюссель в ноябре 1833 года и несмотря на несколько попыток стать натурализованным бельгийским подданным, он всю жизнь был гражданином Франции.
С 1838 по 1849 год Шарль Корней Огюст де Гру обучался в Королевской Академии изящных искусств в Брюсселе. С 1843 года он был учеником Франсуа-Жозефа Навеза.
В 1848 году Шарль де Гру работал под руководством исторического живописца Жана-Батиста ван Эйкена (1809—1853). Его официальный дебют состоялся на Брюссельском салоне 1848 года, где он представил две библейские сцены. В следующем году он выставил картину «Скамейка для бедных», которая стала одной из самых узнаваемых его работ.
В 1849 году Шарль Корней Огюст де Гру женился на Жанне Гейссенс из Брюсселя. В этом браке родилось пятеро детей; один из них — Анри (1866—1930) — пошёл по стопам отца и тоже посвятил свою жизнь искусству, став выдающимся бельгийским художником-символистом.

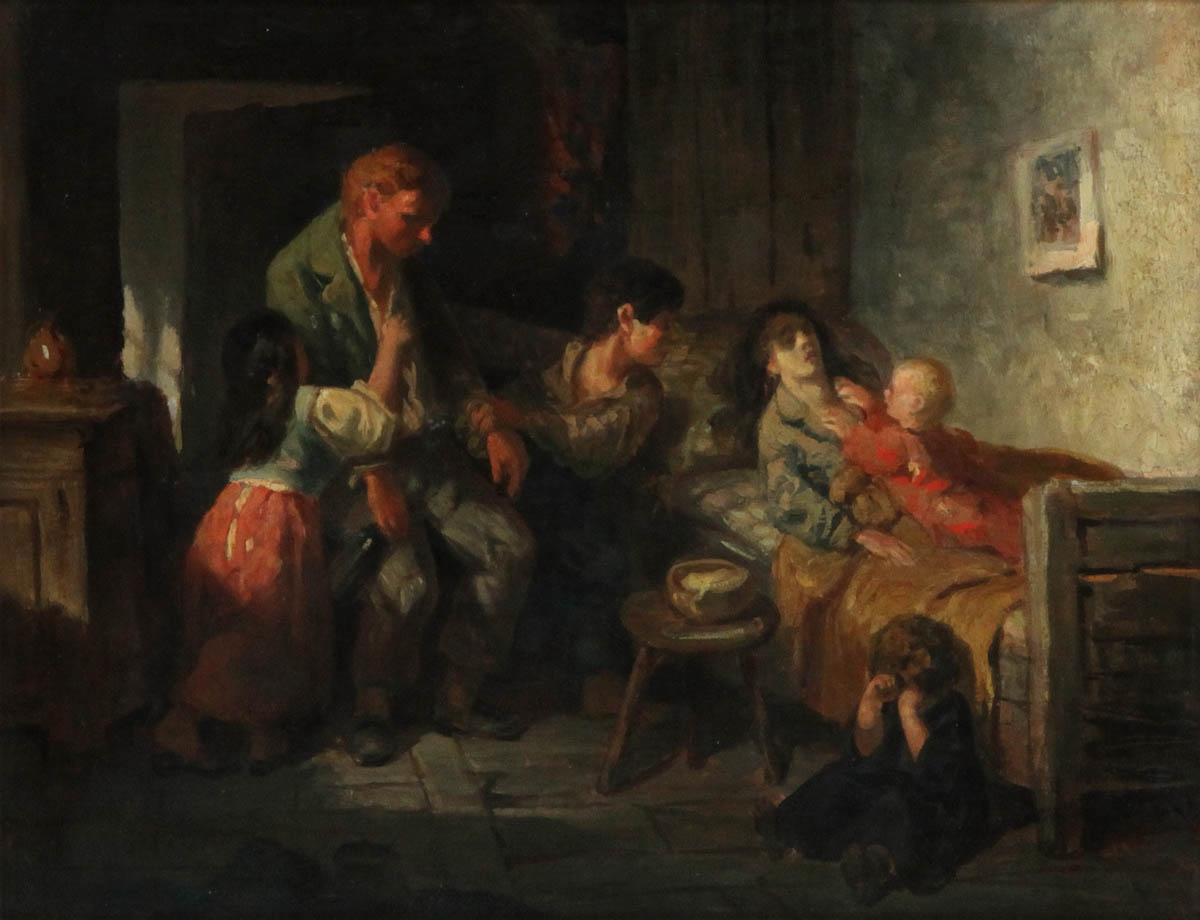
Художник Шарль де Гру
«Прощание» (≈ 1850 год)

В 1850 году Королевская академия изящных искусств в Антверпене присудила художнику Вторую Римскую премию.
В апреле 1851 года Шарль Корней Огюст де Гру перебрался в немецкий город Дюссельдорф, где пробыл около года и за это время стал ближе к движению назарейцев. Там же он познакомился с работами Карла Хубера, темой картин которого была тяжёлая жизнь силезских ткачей.

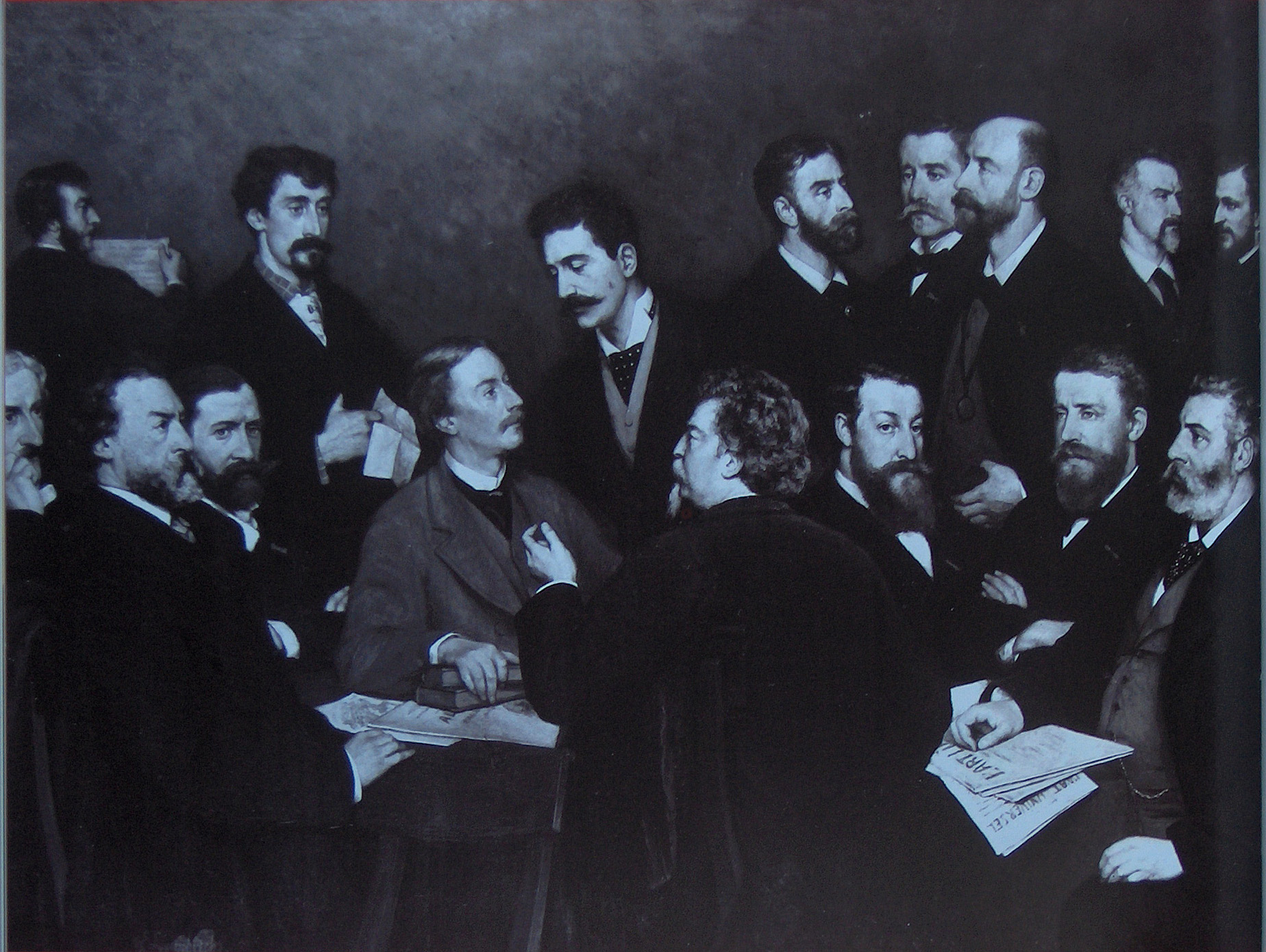
Фотограф Эдмонд Ламбрихс. Члены Свободного общества изящных искусств. Слева направо, сидя: Huberti, Boudin, Шарль де Гру, Van Camp, Bouré, Verwée, C. Meunier, Dubois (держит экземпляры L’Art libre и L’Art Universel); стоя: Lambrichs, Artan de Saint-Martin, Rops, Raeymaeckers, J. B. Meunier, Smits, Baron, de la Charlerie.

В 1853 году художник вызвал большой ажиотаж, представив картину «Прощание». Эта работа, изображающая умирающую женщину, её пьяного мужа и их маленьких детей в тесной, убогой и плохо освещенной комнате, знаменует собой разрыв де Гру с благородным и элегантным стилем и сюжетами своего первого учителя Навеза.
Некоторое время спустя Шарль де Гру стал иллюстратором в периодическом печатном издании «Uylenspiegel», основанном Фелисьеном Ропсом. Он и Ропс несколько раз встречались с Гюставом Курбе во время его выставок в Бельгии, Германии и Нидерландах. Влияние Курбе на эстетический выбор де Гру было очевидно с 1853 года.
В 1855 году в Париже полотна художника были представлены на Всемирной выставке в разделе изящных искусств.
Шарль де Гру являлся членом Бельгийского общества акварелистов, основанного в 1856 году, а в 1868 году стал одним из учредителей Свободного общества изящных искусств, члены которого организовывали совместные независимые выставки и стремились к выходу из-под слишком навязчивой опеки официальных структур и, в первую очередь, от Королевской Академии.
Шарль Корней Огюст де Гру умер 30 марта 1870 года от сердечного приступа во время работы над очередной картиной в своей брюссельской мастерской.